# روزه، فرانسه
روزه، فرانسه (به فرانسوی: Rezé) یک کامین در فرانسه است که در لوآر-آتلانتیک واقع شده‌است.

## خصوصیات
روزه ۱۳٫۷۸ کیلومترمربع مساحت و ۳۷٬۲۰۰ نفر جمعیت دارد و ۸ متر بالاتر از سطح دریا واقع شده‌است.

## خواهرخوانده
شهر ابو دیس خواهرخواندهٔ روزه، فرانسه هست.